# Madden NFL 15
Madden NFL 15 är ett amerikanskt fotbollsportspel baserat på National Football League och publicerad av EA Sports. Spelet tillkännagavs för PlayStation 3, PlayStation 4, Xbox 360 och Xbox One den 28 april 2014 och släpptes den 26 augusti 2014 i USA och Europa tre dagar senare. Som i tidigare år genomförde EA Sports en röstning via ESPN för att välja omslagsporteren för spelet. Seattle Seahawks cornerback Richard Sherman vann omslaget.